# Městská hromadná doprava v Rusku
Městská hromadná doprava v Rusku je tvořena sedmi provozy metra, desítkami tramvajovými a dalšími desítkami trolejbusovými. Mnohé uvedené sítě mají meziměstský charakter, tj. spojují buď dvě města, nebo jedno město s vzdálenějším průmyslovým závodem. Tyto tři druhy dopravy mohou doplňovat nekonvenční dráhy (například monorail, příměstská železnice „električka“) a samozřejmě také rozsáhlé a nezbytné autobusové sítě.

## Historický vývoj

### Předválečné a meziválečné období
Městská doprava vznikala, stejně jako v mnohých dalších evropských zemích, již v 19. století. Tehdy se objevily, převážně v západoruských městech, která byla tehdy modernější, sítě nejprve koňky a později i elektrických tramvají. Jednalo se především o velká města jako Petrohrad, Moskva či Kyjev. Tramvaje po dlouhou dobu v ruské městské dopravě dominovaly.
Se vznikem Sovětského svazu se však pohled na MHD změnil. Veřejná doprava jako celek začala být oficiálně brána jako jeden z pilířů tehdy proklamovaného budování nové společnosti a upevňování kolektivismu. Soukromé podniky byly znárodněny. To se projevilo již ve 30. letech v Moskvě, kde byl roku 1935 otevřen první úsek metra. Celá akce byla velice zpolitizovaná; slavnostní otevření se stalo manifestací za tehdejší sovětské vůdce, hlavně Stalina. Stanice byly zbudovány ve velkolepém stylu, některé z nich získaly ocenění na mezinárodních výstavách. V mnohých ruských městech se otevíraly nové trolejbusové i tramvajové provozy, tempo však lze označit spíše za pomalejší.
Další významnou událostí byla druhá světová válka, do které tehdejší SSSR byl donucen vstoupit. Mnohá města byla obsazena a v dalších, včetně metropole Moskvy, se na napadení chystala. Docházelo k velkým přesunům dále na východ, a to jak v oblastech průmyslu a administrativy, tak dopravy; odvezeny byly některé tramvaje i trolejbusy. Díky tomu bylo možné v dalších ruských městech otevřít nové provozy elektrické trakce.

### Poválečná RSFSR
Po ukončení války začala poválečná obnova. Ta postupně přešla k velkolepému rozvoji: byla budována nová sídliště, která samozřejmě potřebovala kapacitní dopravu; přibyly tak nové tramvajové i trolejbusové tratě, stavěly se nové linky metra. Roku 1955 zahájilo provoz metro v Petrohradu, poté se objevovaly další systémy tohoto typu i v zbylých 14 republikách tehdejšího SSSR. Ve velké míře se otevíraly v dalších městech zejména trolejbusové systémy.
Tento rozvoj probíhal od 60. let až do rozpadu svazu v roce 1991; městská doprava byla stále považována za velmi významnou záležitost, a tak do ní bylo investováno mnoho peněz. V tramvajové dopravě se postupně začaly objevovat i vozy koncepce PCC, jež se nejdřív dovážely z Československa, avšak o několik let později byly i ruské továrny schopné vyrábět podobné tramvaje (RVZ-6, KTM-5), paradoxně odvozené z československých. Přesto dodávky z ČKD Tatry Smíchov neustávaly, pokračovaly však již ve zmenšené míře tak, aby v Československu byli schopni uspokojit také domácí poptávku a dodávat tramvaje do dalších zemí RVHP.
K prvním dvěma sítím metra se přidaly další v 80. letech; jednalo se o Nižnij Novgorod, Novosibirsk a Samaru. V některých dalších městech (v Rusku se jednalo o Volgograd) pak vznikl hybridní systém – podpovrchová rychlodrážní tramvaj. Příměstskou dopravu v 70. a 80. letech zajišťovaly zejména autobusy a železnice. Kvalita tehdejší městské dopravy předčila i mnohé země na západ od železné opony, což jim způsobilo do jisté míru ostudu a spolu s ropnou krizí v roce 1973 donutilo k přehodnocení pohledu na MHD.
V druhé polovině 80. let se nadále postupovalo velkým tempem ve výstavbě nových tramvajových tratí, linek metra i trolejbusových systémech; továrny jako UKVZ, PTMZ, RVR, ale i zahraniční ČKD Tatra Smíchov produkovaly stovky tramvají ročně, které dodávaly do ruských měst. V této době se však začal socialistický systém v zemi dostávat do hluboké hospodářské krize. Subvencování dopravy přestalo být únosné a pomalu se od něj upouštělo; roku 1991 nakonec s rozpadem SSSR nastal ostrý zlom.

### MHD v nezávislém Rusku

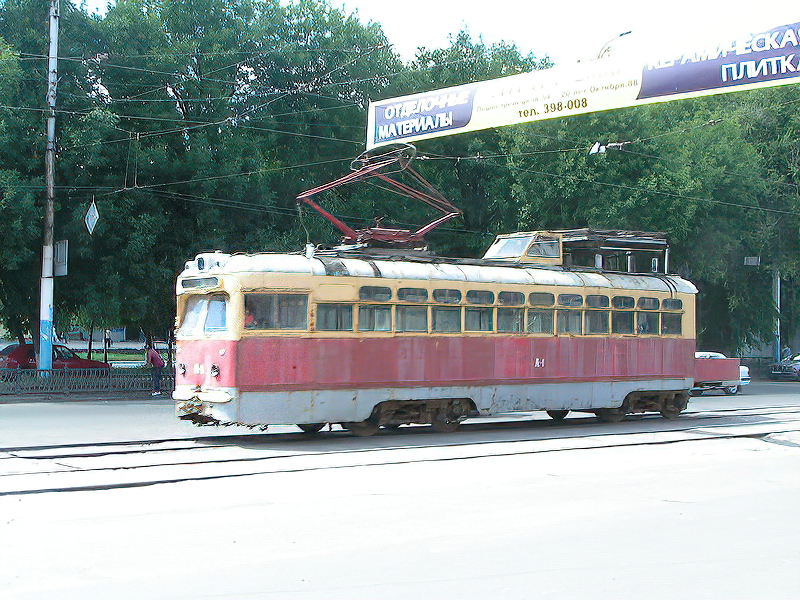
Tramvaj typu MTV-82 ve Voroněži

Na rozestavěných projektech se pomalu přestalo pracovat; lidé sice získali svobodu, avšak některé jistoty, které byly draze zaplacené, ztratili. V mnohých městech byly nedokončené systémy metra, otevřít se podařilo během doby nezávislého Ruska jen podzemní dráhy v Jekatěrinburgu a Kazani. Též výrobci tramvají, trolejbusů a autobusů se dostali do krize, ze které se vzpamatovávají teprve až na počátku 21. století. Nových sítí elektrické trakce bylo otevřeno jen málo, jízdné začalo zdražovat, vozové parky, stejně jako tratě a silnice, zhoršovat. V prvním desetiletí 21. století se však zdá, že dochází ke změně; ekonomika Ruska se stabilizovala, a tak je nyní možné investovat do systémů veřejné dopravy více peněz. To se projevuje především v nejbohatší metropoli Moskvě, kde je výrazně obnovován vozový park a dostavováno metro. Ovšem i v dalších městech se (byť postupně a velmi pomalu) začíná s modernizacemi a rozšiřováním.